# ليزلي جاسبر ستيل
ليزلي جاسبر ستيل (بالإنجليزية: Leslie Jasper Steele)‏ هو محامي وسياسي أمريكي، ولد في 21 نوفمبر 1868 في ديكاتور في الولايات المتحدة، وتوفي في 24 يوليو 1929. حزبياً، نشط في الحزب الديمقراطي. وقد انتخب عضو مجلس نواب جورجيا وانتخب عضو مجلس النواب الأمريكي.